# Memorial a Franklin Delano Roosevelt
El Memorial a Franklin Delano Roosevelt (anglès: Franklin Delano Roosevelt Memorial) és un monument presidencial situat a Washington DC, dedicat a la memòria del 32è president dels Estats Units, Franklin Delano Roosevelt, i a l'època que va representar. El memorial és un dels dos que hi ha a Washington en honor a Roosevelt.
El lloc és un component de la unitat administrativa National Mall and Memorial Parks del Servei de Parcs Nacionals dels Estats Units (NPS, amb les seves sigles en anglès). Com a àrea històrica que gestiona el NPS, el memorial va figurar administrativament al Registre Nacional de Llocs Històrics en la data de la seva creació, el 2 de maig de 1997.

## Descripció
Va ser innaugurat el 2 de maig de 1997 pel president Bill Clinton. És un monument nacional de 3,0 ha adjacent al costat sud-oest de la conca Tidal al llarg del Cherry Tree Walk al West Potomac Park. Recorre 12 anys de la història de els Estats Units a través d'una seqüència de quatre sales exteriors, una per a cadascun dels mandats de Roosevelt. Les escultures inspirades en fotografies representen el 32è president al costat del seu gos, la Fala.

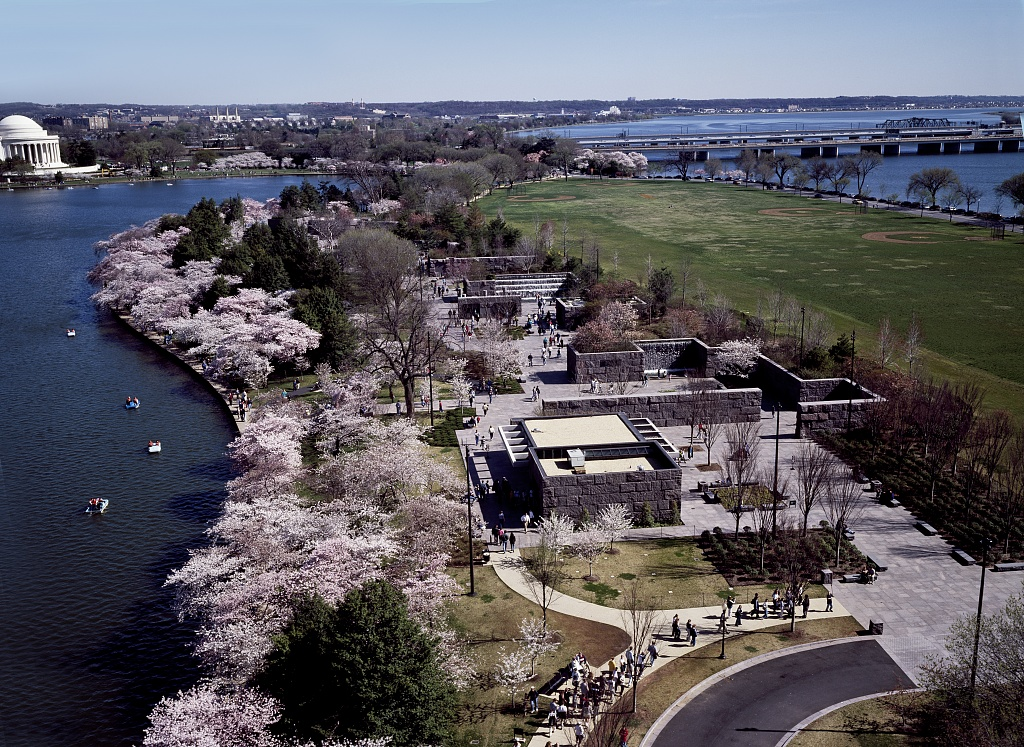
VIsta aèria del parc.

Altres escultures representen escenes de la Gran Depressió, com l'escolta d'una ràdio al costat del foc o l'espera en una fila de pa. Una estàtua de bronze de la primera dama Eleanor Roosevelt davant l'emblema de les Nacions Unides honora la seva dedicació a l'ONU. Aquest és l'únic monument presidencial que representa una primera dama dels Estats Units.
L'aigua corrent és un component físic i metafòric important del monument. Cadascuna de les quatre "sales" que representen els respectius mandats de Roosevelt conté una cascada. A mesura que et vas movent d'una habitació a una altra, les cascades es fan més grans i complexes, reflectint la complexitat creixent d'una presidència marcada pels grans trastorns de la depressió econòmica i la guerra mundial.
Tenint en compte la discapacitat de Roosevelt, els dissenyadors del memorial pretenien crear un memorial que fos accessible per a persones amb diverses discapacitats físiques. Entre altres característiques, el memorial inclou una zona amb relleus tàctils amb escriptura en braille per a persones invidents. No obstant això, el memorial va enfrontar serioses crítiques d'activistes amb discapacitat. Els visitants amb problemes de visió es queixaven que els punts braille estaven mal espaiats i que alguns dels textos i relleus estaven muntats massa enlaire i, per tant, per sobre de l'abast de la majoria de la gent.
Una crítica d'arquitectura del Washington Post va afirmar que el memorial havia estat dissenyat "per donar a la gent tantes opcions com sigui possible per anar per aquest camí o per aquell, per invertir direccions, fer una pausa, tornar a començar, estar sol, trobar-se amb altres i experimenta tantes vistes, olors i sons diferents com ho permet el lloc".

## Disseny
El disseny i desenvolupament del memorial representa la pedra angular d'una carrera distingida per al dissenyador del memorial, l'arquitecte paisatgista Lawrence Halprin, en part perquè Halprin tenia bons records de Roosevelt, i en part per la gran dificultat de la tasca.
Halprin va guanyar el concurs per al disseny del Memorial el 1974. Tanmateix, el Congrés no es va apropiar dels fons per anar més enllà d'aquesta etapa conceptual durant més de 20 anys. Halprin va col·laborar amb l'arquitecte Robert Marquis que va dissenyar el centre de visitants en els plans guanyadors.
El concepte de disseny del memorial de quatre "sales" i jardins a l'aire lliure està animat per l'aigua, la pedra i l'escultura. El memorial nacional ara inclou escultures i obres de Leonard Baskin, Neil Estern, Robert Graham, Tom Hardy i George Segal.

### Representació de cadira de rodes

El president dels Estats Units Bill Clinton i Hillary Clinton, el dia de la inauguració.

L'estàtua de Franklin Delano Roosevelt va provocar polèmica sobre la qüestió de la seva discapacitat. Els dissenyadors van decidir no mostrar al president en una cadira de rodes. En comptes d'això, l'estàtua representa el president en una cadira amb una capa que oculta la cadira, mostrant-lo com va aparèixer al públic durant la seva vida. La dependència de Roosevelt d'una cadira de rodes no es va fer pública durant la seva vida, ja que hi havia un estigma de debilitat i inestabilitat associat a qualsevol discapacitat. Tanmateix, els historiadors i alguns defensors dels drets de la discapacitat volien que es mostrés la seva discapacitat amb precisió històrica i que s'expliqués així la història del que creien que era la font de la seva força.
L'escultor va afegir rodes al respatller de la cadira en deferència als defensors, convertint-la en una "cadira de rodes" simbòlica. Les rodes només són visibles darrere de l'estàtua.
L'Organització Nacional per a la Discapacitat, encapçalada pels esforços d'Alan Reich, va recaptar 1,65 milions de dòlars durant dos anys per finançar l'addició d'una altra estàtua que mostrés clarament el president en una cadira de rodes. El gener de 2001, l'estàtua addicional es va col·locar a prop de l'entrada commemorativa que mostrava a Roosevelt assegut en una cadira de rodes molt semblant a la que realment utilitzava. El dissenyador del memorial va interpretar la controvèrsia de la cadira de rodes com una prova d'èxit: "El més important del disseny és generar creativitat en els altres i ser inclusiu: incloure les necessitats i experiències de les persones que interactuen amb l'entorn i deixar-les formar part. de la seva creació".